# 银穗草
银穗草（学名：[Leucopoa albida] 错误：{{Lang}}：文本有斜体标记（帮助））为禾本科银穗草属下的一个种。